# مو رو بول
مو رو بول (بالإنجليزية: Moo - roo - bul)‏ روح الماء الشرير في أساطير استراليا الذي يجر ضحاياه إلى أعماق النهر ليقتلهم.